# Michauxia tchihatcheffii
Michauxia tchihatcheffii är en klockväxtart som beskrevs av Fisch. och Carl Anton von Meyer. Michauxia tchihatcheffii ingår i släktet Michauxia och familjen klockväxter.
Artens utbredningsområde är Turkiet. Inga underarter finns listade i Catalogue of Life.